# مغوئية السفلي (كيسكان)
مغوئیة السفلی (بالفارسية: مغوئیه سفلی) هي قرية تقع في إيران في قسم كيسكان الريفي. يقدر عدد سكانها بـ 239 نسمة.